# موتور حیدر
موتور حیدر یک منطقهٔ مسکونی در ایران است که در دهستان جلگه چاه هاشم واقع شده‌است. موتور حیدر ۱۰۷ نفر جمعیت دارد.